# Emmanuel Sabbi
Emmanuel Afriyie Mario Sabbi (Vicenza, Italia, 24 de diciembre de 1997) es un futbolista estadounidense. Juega de delantero y su equipo es el Vancouver Whitecaps FC de la Major League Soccer. Es internacional absoluto por la selección de los Estados Unidos desde 2023.

## Trayectoria
Nacido en Italia de padres ghaneses, creció en los Estados Unidos. A nivel juvenil, formó parte del Ohio Premier y el Chicago Magic PSG. Entre 2016 y 2017 pasó por la cantera de la Unión Deportiva Las Palmas de España.
Comenzó su carrera en 2017 en el Hobro IK, recién ascendido a la Superliga de Dinamarca. Debutó el 17 de septiembre ante el FC Midtjylland.
En enero de 2020 firmó por el Odense BK como agente libre. El 10 de agosto de 2023 continuó su carrera en Francia y se unió al Le Havre A. C. de la Ligue 1.

## Selección nacional
A nivel juvenil, Sabbi ganó el Campeonato Sub-20 de la Concacaf de 2017 y jugó en la Copa Mundial Sub-20 de 2017 con Estados Unidos.
Debutó por la selección de los Estados Unidos el 28 de enero de 2023 ante Colombia por un amistoso.

## Estadísticas
Actualizado al último partido disputado el 26 de julio de 2025.
| Club                            | Div.          | Temporada     | Liga  | Liga  | Copas nacionales | Copas nacionales | Copas internacionales | Copas internacionales | Total | Total |
| Club                            | Div.          | Temporada     | Part. | Goles | Part.            | Goles            | Part.                 | Goles                 | Part. | Goles |
| ------------------------------- | ------------- | ------------- | ----- | ----- | ---------------- | ---------------- | --------------------- | --------------------- | ----- | ----- |
| Hobro IK Dinamarca              | 1.ª           | 2017-18       | 17    | 1     | 3                | 0                | —                     | —                     | 20    | 1     |
| Hobro IK Dinamarca              | 1.ª           | 2018-19       | 31    | 8     | 0                | 0                | —                     | —                     | 31    | 8     |
| Hobro IK Dinamarca              | 1.ª           | 2019-20       | 29    | 7     | 1                | 0                | —                     | —                     | 30    | 7     |
| Hobro IK Dinamarca              | Total club    | Total club    | 77    | 16    | 4                | 0                | 0                     | 0                     | 81    | 16    |
| Odense BK Dinamarca             | 1.ª           | 2020-21       | 29    | 5     | 3                | 1                | —                     | —                     | 32    | 6     |
| Odense BK Dinamarca             | 1.ª           | 2021-22       | 30    | 3     | 8                | 4                | —                     | —                     | 38    | 7     |
| Odense BK Dinamarca             | 1.ª           | 2022-23       | 19    | 8     | 0                | 0                | —                     | —                     | 19    | 8     |
| Odense BK Dinamarca             | Total club    | Total club    | 78    | 16    | 11               | 5                | 0                     | 0                     | 89    | 21    |
| Le Havre A. C. Francia          | 1.ª           | 2023-24       | 30    | 5     | 3                | 0                | —                     | —                     | 33    | 5     |
| Le Havre A. C. Francia          | 1.ª           | 2024-25       | 15    | 0     | 1                | 0                | —                     | —                     | 16    | 0     |
| Le Havre A. C. Francia          | Total club    | Total club    | 45    | 5     | 4                | 0                | 0                     | 0                     | 49    | 5     |
| Vancouver Whitecaps FC · Canadá | 1.ª           | 2025          | 19    | 5     | 2                | 1                | 0                     | 0                     | 21    | 6     |
| Vancouver Whitecaps FC · Canadá | Total club    | Total club    | 19    | 5     | 2                | 1                | 0                     | 0                     | 21    | 6     |
| Total carrera                   | Total carrera | Total carrera | 219   | 42    | 21               | 6                | 0                     | 0                     | 240   | 48    |

## Palmarés

### Títulos internacionales
| Título                           | Equipo                                 | Sede       | Año  |
| -------------------------------- | -------------------------------------- | ---------- | ---- |
| Campeonato Sub-20 de la Concacaf | Selección sub-20 de los Estados Unidos | Costa Rica | 2017 |